# Maja Komorowska
Maria Janina Komorowska-Tyszkiewicz, znana jako Maja Komorowska (ur. 23 grudnia 1937 w Warszawie) – polska aktorka teatralna i filmowa, profesor sztuk teatralnych (1991), w latach 1991–2016 profesor Akademii Teatralnej im. Aleksandra Zelwerowicza w Warszawie. 
Dwukrotnie zdobyła główne nagrody aktorskie na Kaliskich Spotkaniach Teatralnych (1972, 1990), dwukrotnie otrzymała nagrodę za pierwszoplanową rolę kobiecą na Festiwalu Polskich Filmów Fabularnych za role w filmach Bilans kwartalny (1975) i Cwał (1996); 

## Życiorys

### Teatr
W 1960 ukończyła studia na Wydziale Lalkarskim Państwowej Wyższej Szkoły Teatralnej w Krakowie. Trzy lata później zdała eksternistyczny egzamin aktorski.
Debiutowała 30 września 1960 na deskach krakowskiego Teatru Lalki, Maski i Aktora Groteska. Od 1961 była związana z zespołem Jerzego Grotowskiego, najpierw w Teatrze 13 Rzędów w Opolu, a następnie w Teatrze Laboratorium we Wrocławiu. Ta współpraca trwała do 1968 (z blisko roczną przerwą w 1964). Wystąpiła m.in. w dwóch dramatach Słowackiego – Kordian i Książę Niezłomny.
Po odejściu z Teatru Laboratorium współpracowała z teatrami wrocławskimi: Współczesnym (1968-1970) i Polskim (1970–1972). Za rolę Hamma w sztuce Samuela Becketta Końcówka wystawioną na deskach Teatru Polskiego otrzymała nagrodę I stopnia na 12. Kaliskich Spotkaniach Teatralnych.
W 1972 przeszła do warszawskiego Teatru Współczesnego prowadzonego przez Erwina Axera. Zagrała m.in. w Lirze Edwarda Bonda, Święcie Borysa Thomasa Bernharda, Rzeczy listopadowej Ernesta Brylla i Kordianie Słowackiego. Z Teatrem Współczesnym związana jest do dziś.
W latach osiemdziesiątych wystąpiła w zaledwie pięciu spektaklach: w Tryptyku Maxa Frischa przeniesionym na scenę przez Erwina Axera oraz Kurce wodnej Stanisława Witkiewicza, Trzech siostrach Antona Czechowa i Letycji i lubczyku Petera Shaffera w reżyserii Macieja Englerta. Za rolę w ostatniej sztuce zdobyła nagrodę im. Aleksandra Zelwerowicza oraz nagrodę główną na 30. Kaliskich Spotkaniach Teatralnych.
W kolejnej dekadzie Komorowska pojawiła się na scenie o wiele częściej. Stworzyła kilka dojrzałych ról, choćby w Wizycie starszej pani Friedricha Dürrenmatta w reżyserii Wojciecha Adamczyka, Szczęśliwych dniach Samuela Becketta w reżyserii Antoniego Libery, U celu Thomasa Bernharda w inscenizacji Erwina Axera oraz Wymazywaniu Krystiana Lupy. Za rolę Cecily Robson w przedstawieniu Kwartet Ronalda Harwooda otrzymała Feliksa Warszawskiego oraz nagrody na krajowych festiwalach teatralnych.
Po kreacji Marii w Wymazywaniu aktorka kontynuowała współpracę z Krystianem Lupą. W 2004 zagrała Irinę Arkadinę w Niedokończonym utworze na aktora według Mewy Czechowa i ekspresyjną Pilar w Sztuce hiszpańskiej Yasminy Rezy. W 2006 pojawiła się jako Anna Meister w sztuce Na szczytach panuje cisza Thomasa Bernharda. Za tę rolę otrzymała tytuł Najlepszej Aktorki na 14. Festiwalu Sztuk Przyjemnych i Nieprzyjemnych w Łodzi w 2008. W tym samym roku została uhonorowana przez Ministra Kultury i Dziedzictwa Narodowego Złotym Medalem „Zasłużony Kulturze Gloria Artis”.
Duże uznanie przyniosła jej rola Sarah Bernhardt w sztuce Mimo wszystko Johna Murrella w reżyserii Waldemara Śmigasiewicza. Zagrała wielką gwiazdę przyzwyczajoną do składanych jej hołdów i jednocześnie kobietę inteligentną, ironiczną i świadomą starości i nadchodzącej śmierci.
W Warszawie występowała gościnnie m.in. w Starej Prochowni, Scenie Prezentacje czy w Teatrze Dramatycznym. Ponad 30 razy wystąpiła w Teatrze Telewizji oraz wyreżyserowała przedstawienie Przy stole Antona Czechowa.
Od 1982 wykłada w Akademii Teatralnej w Warszawie. Za osiągnięcia artystyczne i dydaktyczne otrzymała nagrodę indywidualną Ministerstwa Kultury i Sztuki w 1991 i 1994. W 2011 na podstawie opowiadania Jarosława Iwaszkiewicza wyreżyserowała przedstawienie Panny z Wilka, które w lipcu tego samego roku otrzymało nagrodę Grand Prix podczas VI Międzynarodowego Festiwalu Szkół Teatralnych w Warszawie.

### Film
Maja Komorowska zadebiutowała w filmie w 1960, użyczając głosu w baśni filmowej Marysia i krasnoludki, jednak za początek jej kariery filmowej uważa się rolę z 1970 w Życiu rodzinnym Krzysztofa Zanussiego. Rok później aktorka ponownie wystąpiła u Zanussiego w filmie telewizyjnym Za ścianą, w którym zagrała zakompleksioną niedoszłą panią naukowiec. Te dwie debiutanckie role zostały nagrodzone na krajowych i międzynarodowych festiwalach filmowych. Wkrótce Komorowska stała się ulubioną aktorką tego reżysera. Zanussi napisał kilka scenariuszy filmowych z myślą o aktorce. W 1971 zagrała też w dramacie psychologicznym Jak daleko stąd, jak blisko Tadeusza Konwickiego.
Po obejrzeniu filmu Za ścianą Andrzej Wajda zaproponował jej zagranie Racheli w Weselu, choć sama Komorowska uważała, że lepiej w tej roli wypadłaby Ewa Demarczyk. Ta drugoplanowa rola została nagrodzona Złotym Gronem w 1974 podczas Lubuskiego Lata Filmowego.
W 1976 zagrała u Istvána Szabó w obrazie Budapeszteńskie opowieści, który przedstawia powojenną historię Węgier. W 1979 ponownie wystąpiła u Wajdy w ekranizacji opowiadania Jarosława Iwaszkiewicza Panny z Wilka. W drugiej połowie lat 70. i w latach 80. aktorka kontynuowała współpracę z Zanussim. Rola Marty Siemińskiej w Bilansie kwartalnym przyniosła jej nagrodę dla najlepszej aktorki na FPFF w Gdyni. Kolejne filmy z tym reżyserem to m.in. Spirala, Kontrakt, Pokuszenie, czy Gdzieśkolwiek jest, jeśliś jest...
W 1988 pojawiła się w filmie Dekalog I – pierwszej części cyklu telewizyjnego w reżyserii Krzysztofa Kieślowskiego. Rok później wystąpiła w Lawie Tadeusza Konwickiego i ponownie u Zanussiego w obrazie Stan posiadania, za który została nominowana do nagrody za pierwszoplanową rolę kobiecą na FPFF w Gdyni. W 1991 aktorka zagrała w serialu Janusza Zaorskiego Panny i Wdowy. 
W 1995 zagrała w dramacie Cwał, w którym wcieliła się w postać Idalii Dobrowolskiej. Aktorka otrzymała Złotą Kaczkę – nagrodę czytelników magazynu „Film”, po raz drugi zdobyła nagrodę dla najlepszej aktorki na festiwalu w Gdyni oraz nagrody na Międzynarodowym Festiwalu Filmowym w Toronto i Festiwalu Filmowym Narodów Słowiańskich i Prawosławnych.
W 2000 pojawiła się w filmie Wyrok na Franciszka Kłosa Wajdy, w którym wcieliła się w postać matki głównego bohatera. Jej następny film to dramat telewizyjny Skarby ukryte Zanussiego z cyklu Opowieści weekendowe. W 2002 wystąpiła gościnnie w serialu Na dobre i na złe. Kolejnym filmem u Wajdy był obraz Katyń (2007). W tym samym roku zagrała w węgierskim filmie Ósmy dzień tygodnia. Rola Hanny Szandroy została doceniona przez jury podczas Lubuskiego Lata Filmowego, gdzie aktorka zdobyła nagrodę specjalną za wybitną kreację aktorską.
W 2009 wystąpiła w obrazie Rewizyta, przedstawiającym dalsze losy bohaterów filmów Zanussiego z lat siedemdziesiątych oraz w dramacie biograficznym Popiełuszko. Wolność jest w nas Rafała Wieczyńskiego.

## Życie prywatne
Jest córką Leona Komorowskiego i Ireny z Leitgeberów. Miała brata bliźniaka Piotra, który także był aktorem oraz młodszą siostrę Magdalenę. Ojciec pracował, matka prowadziła dom. 19 grudnia 1959 wyszła za mąż za Jerzego Huberta Tyszkiewicza (ur. 1936, zm. 2014). Ma syna Pawła (ur. 1963), dwie wnuczki i dwóch wnuków.
Aktorka od lat bierze czynny udział w życiu społecznym i kulturalnym, wspiera budowę warszawskiego hospicjum onkologicznego, bierze udział w Tygodniach Kultury Chrześcijańskiej.
Oddzielną kartą w jej biografii była pomoc internowanym w czasie stanu wojennego (była członkiem Prymasowskiej Rady Pomocy Internowanym i Ich Rodzinom). Jest częstym gościem ośrodków polonijnych na całym świecie, w których występuje z wieczorami poetyckimi. Z tymi spektaklami jeździ także po całej Polsce.
W 1993 Wydawnictwo Tenten wydało książkę autorstwa Komorowskiej zatytułowaną 31 dni maja. Jest bohaterką książki Barbary Osterloff Pejzaż. Rozmowy z Mają Komorowską. Mieszka na osiedlu Stawki w Warszawie.

## Filmografia

### Filmy fabularne
Źródło: FilmPolski.pl
- 1960: Marysia i krasnoludki jako Żagiewka (głos)
- 1970: Życie rodzinne jako Bella
- 1970: Góry o zmierzchu jako Agnieszka
- 1971: Za ścianą jako Anna Romanek
- 1971: Jak daleko stąd, jak blisko jako Musia
- 1971: Nos jako Plaskowja, żona fryzjera
- 1971: System jako Lisa
- 1972: Ocalenie jako Marta Małecka
- 1972: Ostatni liść jako Maja
- 1972: Wesele jako Rachel
- 1972: Diabelskie eliksiry jako Eufenia
- 1973: Chłopcy jako siostra Maria
- 1974: Oczekujące jako pielęgniarka
- 1974: Bilans kwartalny jako Marta Siemińska
- 1976: Budapeszteńskie opowieści
- 1978: Spirala jako Teresa
- 1979: Panny z Wilka jako Jola
- 1979: Drogi pośród nocy jako Elżbieta
- 1980: Kontrakt jako Dorota
- 1981: Człowiek z żelaza jako aktorka recytująca wiersz Miłosza
- 1981: Z dalekiego kraju jako zakonnica w pałacu arcybiskupa krakowskiego
- 1981: Pokuszenie jako Marta
- 1981: Limuzyna Daimler-Benz jako matka
- 1983: Kartka z podróży jako pani Grossmanowa
- 1983: Sinobrody jako Katarzyna
- 1984: Rok spokojnego słońca jako Emilia
- 1987: Wygasłe czasy jako księżna Radziwiłł
- 1988: Gdzieśkolwiek jest, jeśliś jest... jako siostra Klementyna
- 1988: Dekalog I jako Irena
- 1988: Nokturn jako Anna Schubert
- 1989: Lawa. Opowieść o „Dziadach” Adama Mickiewicza jako Guślarz
- 1989: Stan posiadania jako Zofia
- 1991: Panny i wdowy jako Ewelina Lechicka
- 1995: Cwał jako Idalia Dobrowolska
- 2000: Wyrok na Franciszka Kłosa jako matka Kłosa
- 2000: Skarby ukryte jako Róża
- 2006: Ósmy dzień tygodnia jako Hanna Szandroy
- 2007: Katyń jako profesorowa Maria
- 2009: Rewizyta jako Bella
- 2009: Popiełuszko. Wolność jest w nas jako Maja
- 2014: Serce serduszko jako madame Lisiecka
- 2015: Sprawiedliwy jako matka Pajtka, Dziuni i Zosi
- 2019: Ikar. Legenda Mietka Kosza jako profesor Aniela
- 2023: Kajtek czarodziej jako babcia Antka

### Seriale telewizyjne
- 1974: S.O.S. jako Barbara Kostroń
- 1986: Mit meinen heißen Tränen jako Anna Schubert
- 1991: Panny i Wdowy jako Ewelina Lechicka
- 2002: Na dobre i na złe jako bibliotekarka Wiktoria (odc. 92)
- 2008: Doręczyciel jako Łucja Kaniewska (głos)

## Odznaczenia i nagrody

### Nagrody filmowe i teatralne

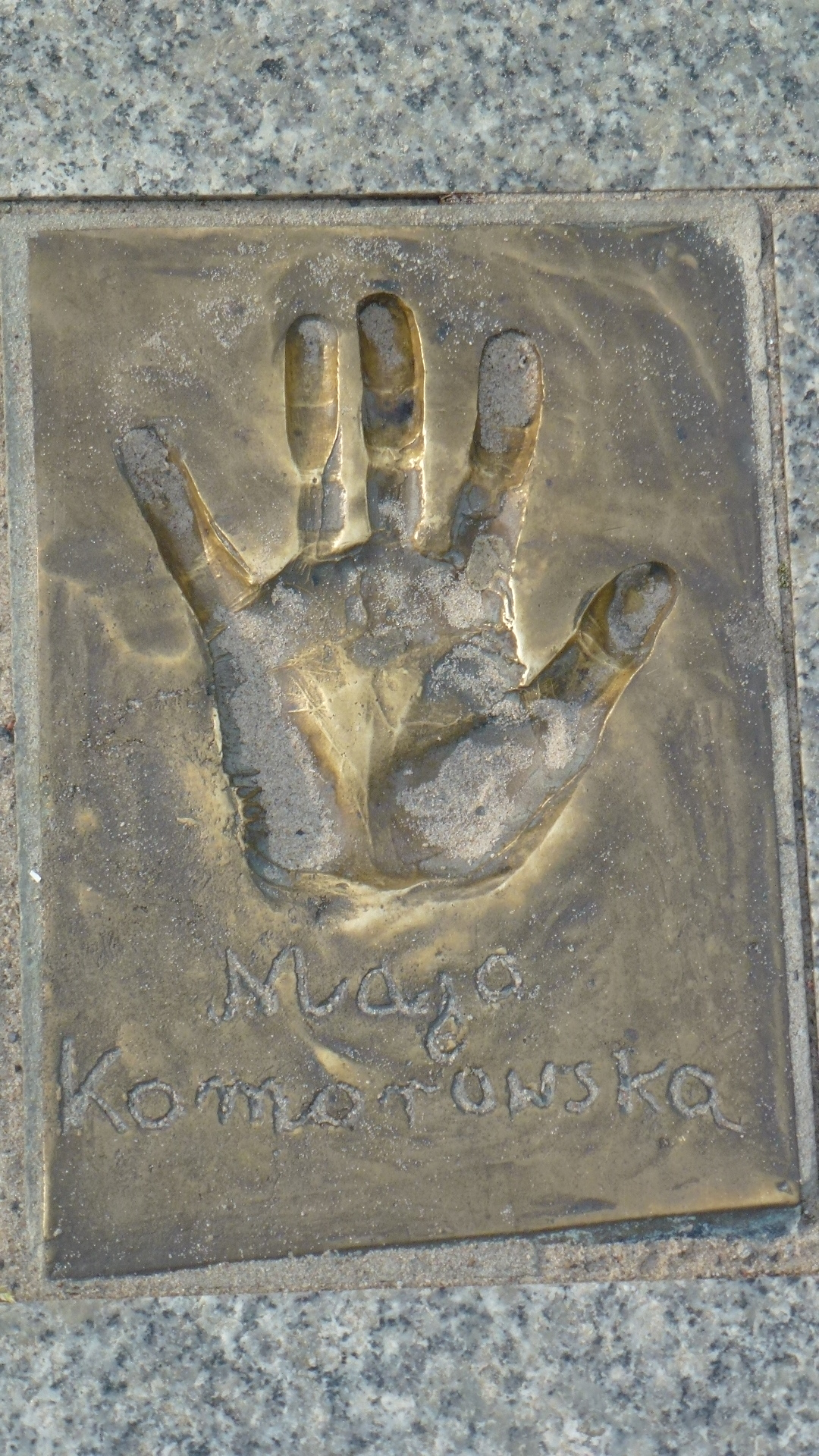
Odcisk dłoni w Promenadzie Gwiazd w Międzyzdrojach

- Wyróżnienie za rolę Krasawicy w przedstawieniu Bolesław Śmiały Stanisława Wyspiańskiego w Teatrze Współczesnym im. Edmunda Wiercińskiego we Wrocławiu podczas IX KST (1969)
- Nagroda dla najlepszej aktorki na MFF w San Remo za rolę w filmie Za ścianą (1971)
- Nagroda im. Zbyszka Cybulskiego (1972)
- Złote Grono za pierwszoplanową rolę kobiecą podczas Lubuskiego Lata Filmowego za rolę w filmie Jak daleko stąd, jak blisko i Życie rodzinne (1972)
- Nagroda Publiczności podczas Lubuskiego Lata Filmowego za rolę w filmie Życie rodzinne i Za ścianą (1972)
- Nagroda dla najlepszej aktorki na FPFF w Gdyni za rolę w filmie Bilans kwartalny (1972)
- Nagroda I stopnia za rolę Hamma w Końcówce Samuela Becketta w Teatrze Polskim we Wrocławiu podczas XII KST (1972)
- Złota Iglica (1972)
- Złote Grono za drugoplanową rolę kobiecą podczas Lubuskiego Lata Filmowego za rolę w filmie Wesele (1974)
- Nagroda im. Aleksandra Zelwerowicza za rolę Letycji Douffet w przedstawieniu Letycja i lubczyk Petera Shaffera w Teatrze Współczesnym (1990)
- Nagroda główna za rolę Latycji Douffet w przedstawieniu Letycja i lubczyk Petera Shaffera w Teatrze Współczesnym w Warszawie podczas XXX KST (1990)
- Odcisk dłoni na Promenadzie Gwiazd w Międzyzdrojach (1996)[20]
- Nagroda dla najlepszej aktorki na FPFF w Gdyni za rolę w filmie Cwał (1996)
- Nagroda dla najlepszej aktorki na MFF w Toronto za rolę filmie Cwał (1996)
- Złota Kaczka dla najlepszej aktorki roku za rolę w filmie Cwał (1997)
- Nagroda za główną rolę kobiecą na VI FF Narodów Słowiańskich i Prawosławnych za rolę w filmie Cwał (1997)
- Feliks Warszawski za rolę w spektaklu Kwartet Ronalda Harwooda w Teatrze Współczesnym (2000)
- Nagroda im. Tadeusza Boya-Żeleńskiego za całokształt twórczości (2005)[21]
- Nagroda specjalna jury podczas Lubuskiego Lata Filmowego za wybitną kreację aktorską w filmie Ósmy dzień tygodnia (2007)
- Nagroda Honorowa „Jańcio Wodnik” XV Ogólnopolskiego Festiwalu Sztuki Filmowej „Prowincjonalia” we Wrześni (2008)[22]
- Grand Prix dla przedstawienia „Panny z Wilka” na VI Międzynarodowym Festiwalu Szkół Teatralnych w Warszawie (2011)[23]
- Kamień Optymizmu oraz tytuł Aktorki NieZwykłej na Festiwalu Filmów-Spotkań NieZwykłych w Sandomierzu (2015)[24]
- Nagroda Gustaw (2024)[25]

### Odznaczenia państwowe
- Złoty Krzyż Zasługi (1975)[26]
- Krzyż Kawalerski Orderu Odrodzenia Polski (2000)[27]
- Krzyż Komandorski Orderu Odrodzenia Polski (2004)[28]
- Komandor Orderu Sztuki i Literatury (Francja, 2010)[29][30]
- Krzyż Wielki Orderu Odrodzenia Polski – postanowieniem prezydenta Bronisława Komorowskiego z 13 stycznia 2011 r. „za wybitne zasługi dla kultury narodowej, za osiągnięcia w twórczości artystycznej oraz działalności dydaktycznej”[31], udekorowana została nim 17 stycznia tego samego roku na Wawelu podczas spotkania prezydenta z ludźmi kultury[32][33].

### Inne nagrody i odznaczenia
- Odznaka honorowa „Za zasługi dla Warszawy” (1989)
- Nagroda MSZ za wybitne zasługi dla kultury polskiej za granicą w 1990 roku (1991)
- Medal im. Anny Kamieńskiej za wybitne dokonania artystyczne oraz ofiarną pracę dla chrześcijańskiej wspólnoty (1991)[34]
- Nagroda Totus w kategorii „osiągnięcia w dziedzinie kultury chrześcijańskiej (2001)[35]
- Medal „Milito Pro Christo” (2002)[36]
- Złoty Medal Opiekuna Miejsc Pamięci Narodowej (2007)[37]
- Doroczna Nagroda Ministra Kultury i Dziedzictwa Narodowego w dziedzinie teatru (2008)[38]
- Złoty Medal „Zasłużony Kulturze Gloria Artis” (2008)[6]
- Neptun – Nagroda Prezydenta Miasta Gdańska (2010)[39]
- Srebrny Medal „Za Zasługi dla Obronności Kraju” (2002)
- Człowiek Słowa (2018)[40]
- Nagroda specjalna i członkostwo honorowe Stowarzyszenia Autorów ZAiKS (2019)[41]